# Luze
Luze ist eine französische Gemeinde im Département Haute-Saône in der Region Bourgogne-Franche-Comté.

## Geographie
Luze liegt auf einer Höhe von 340 m über dem Meeresspiegel, drei Kilometer nordnordwestlich von Héricourt und etwa zehn Kilometer südwestlich der Stadt Belfort (Luftlinie). Das Dorf erstreckt sich im Westen der Burgundischen Pforte, in einem Talbecken an der Lizaine, am Westfuß des Mont Vaudois.
Die Fläche des 10,69 km² großen Gemeindegebiets umfasst einen Abschnitt im Bereich der Burgundischen Pforte. Der zentrale Teil des Gebietes wird in Nord-Süd-Richtung von der Lizaine in einem Talbecken durchquert, das eine Breite von fast zwei Kilometern aufweist und durchschnittlich auf 340 m liegt. Es ist mit Sedimenten, so genannten Alluvionen des Quartärs gefüllt. Flankiert wird dieses Becken im Osten vom Mont Vaudois, der aus einer widerstandsfähigen Kalkschicht der mittleren Jurazeit besteht und auf dem mit 531 m die höchste Erhebung von Luze erreicht wird. Nach Westen erstreckt sich das Gemeindeareal in ein ausgedehntes Waldgebiet mit dem Bois d'Apremont und dem Bois de la Thure (bis 510 m). Dieses Hügelland bildet die südwestliche Fortsetzung der Vogesen und ist teils aus Buntsandstein aufgebaut, teils tritt auch das kristalline Grundgebirge zutage. Entwässert wird dieser Gemeindeteil durch den Ruisseau de la Carpière und die Goutte Saint-Saut zur Lizaine.
Nachbargemeinden von Luze sind Étobon, Chenebier und Chagey im Norden, Échenans-sous-Mont-Vaudois im Osten, Héricourt und Couthenans im Süden sowie Coisevaux, Champey und Belverne im Westen.

## Geschichte
Das Gemeindegebiet von Luze war bereits in vorgeschichtlicher Zeit bewohnt, wovon Spuren einer neolithischen Siedlung auf dem Mont Vaudois zeugen. Erstmals schriftlich erwähnt wird Luze im Jahr 1196 unter dem Namen Lasa in einer Urkunde der Kirche Saint-Maimboeuf in Montbéliard. Im Lauf der Zeit wandelte sich die Schreibweise über Louse (1288), Louze (1374) und Luse (1511) zum heutigen Luze (1623). Der Ortsname ist vermutlich vom lateinischen Wort lutosus (lehmig) abgeleitet.
Seit dem Mittelalter gehörte Luze zur Grafschaft Mömpelgard. Die Grafen unterstellten es 1350 der Herrschaft Héricourt. Im Jahr 1565 wurde die Reformation eingeführt. Während des Dreißigjährigen Krieges wurde das Dorf 1636/37 zunächst von Truppen des Herzogs von Lothringen in Brand gesteckt und kurz darauf von einer schweren Pestepidemie heimgesucht. Luze, das bis dahin unter der Oberhoheit des Fürstentums Württemberg-Mömpelgard (Montbéliard) stand, gelangte im Jahr 1748 vertraglich endgültig an die französische Krone. Seit 2001 ist Luze Mitglied des 20 Ortschaften umfassenden Gemeindeverbandes Communauté de communes du Pays d’Héricourt.

## Sehenswürdigkeiten

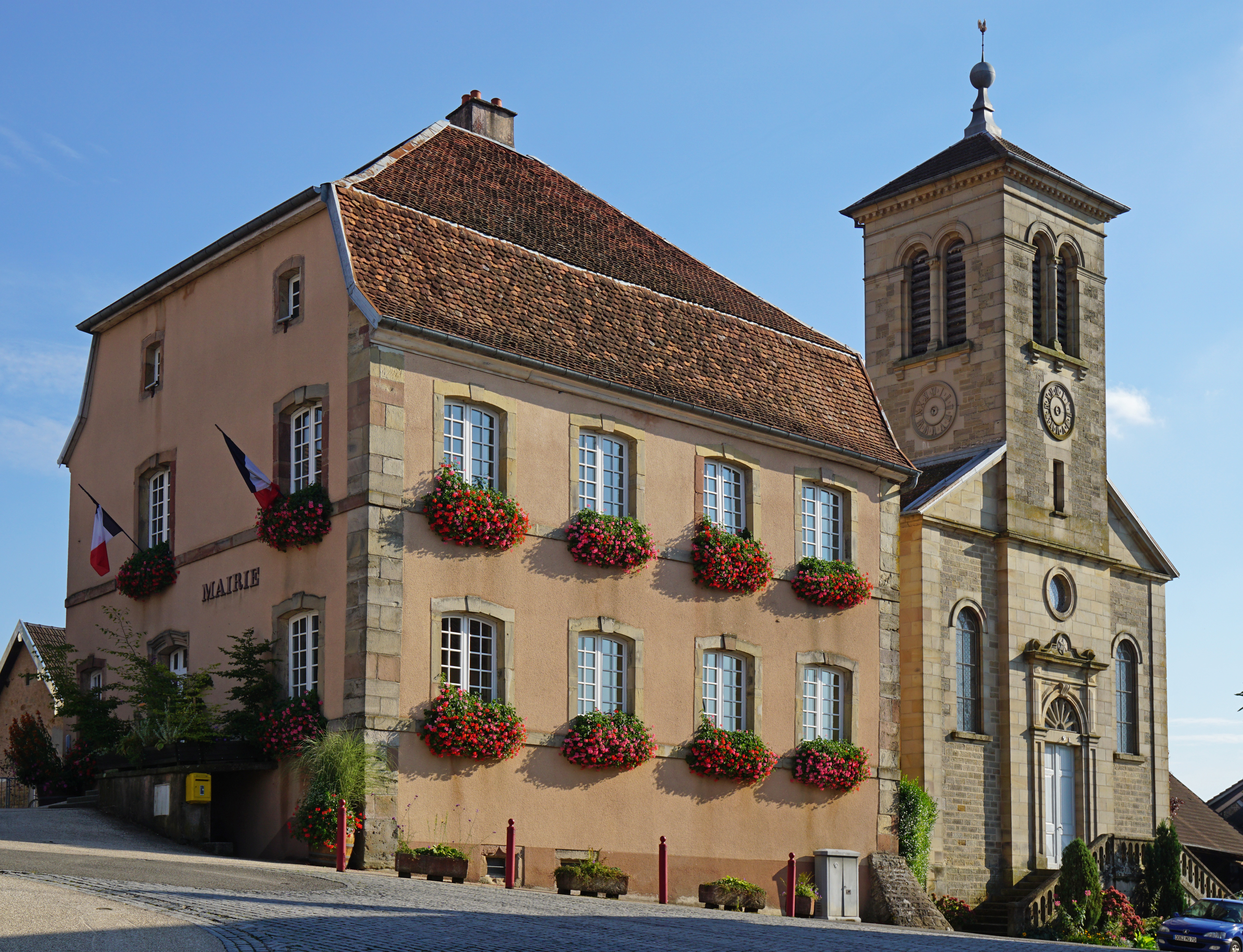
Dorfkirche und Mairie Luze

Die lutherische Dorfkirche von Luze wurde 1864 erbaut und zeigt einen historisierenden Stil (Mischung aus romanischen und gotischen Elementen). Die Kirchengemeinde gehört mit elf weiteren zum lutherischen Pfarrverbund Le Mont Vaudois. Von 1760 stammt die Mairie (Gemeindehaus), die nach ihrem Bau den Fürsten von Montbéliard zunächst als Jagdpavillon diente.

## Bevölkerung
| Jahr                       | 1962 | 1968 | 1975 | 1982 | 1990 | 1999 | 2010 | 2019 |
| Einwohner                  | 333  | 475  | 530  | 565  | 596  | 691  | 737  | 759  |
| Quellen: Cassini und INSEE |      |      |      |      |      |      |      |      |

Mit 831 Einwohnern (Stand 1. Januar 2022) gehört Luze zu den kleinen Gemeinden des Départements Haute-Saône. Nachdem die Einwohnerzahl in der ersten Hälfte des 20. Jahrhunderts leicht abgenommen hatte (1891 wurden noch 440 Personen gezählt), wurde seit Mitte der 1960er Jahre ein kontinuierliches Bevölkerungswachstum verzeichnet. Seither hat sich die Einwohnerzahl mehr als verdoppelt.

## Wirtschaft und Infrastruktur
Luze war bis weit ins 20. Jahrhundert hinein ein vorwiegend durch die Landwirtschaft (Ackerbau, Obstbau und Viehzucht) und die Forstwirtschaft geprägtes Dorf. Daneben gibt es heute einige Betriebe des lokalen Kleingewerbes. Mittlerweile hat sich das Dorf auch zu einer Wohngemeinde gewandelt. Viele Erwerbstätige sind deshalb Wegpendler, die in Héricourt und in den Agglomerationen Belfort und Montbéliard ihrer Arbeit nachgehen.
Die Ortschaft ist verkehrstechnisch gut erschlossen. Sie liegt an der abschnittsweise vierspurige ausgebauten Hauptstraße D438, die von Belfort nach Lure führt. Der nächste Anschluss an die Autobahn A36 befindet sich in einer Entfernung von ungefähr 12 km. Weitere Straßenverbindungen bestehen mit Chagey und Échenans-sous-Mont-Vaudois.

## Persönlichkeiten
- Pierre Carmien (1834–1907), Ingenieur und Erfinder